# Гільтер
Гільтер (нім. Hilter) — громада в Німеччині, розташована в землі Нижня Саксонія. Входить до складу району Оснабрюк.
Площа — 52,6 км2. Населення становить 10 480 ос. (станом на 31 грудня 2021).